# 5 de fevereiro
5 de fevereiro é o 36.º dia do ano no calendário gregoriano. Faltam 329 dias para acabar o ano (330 em anos bissextos).

## Eventos históricos

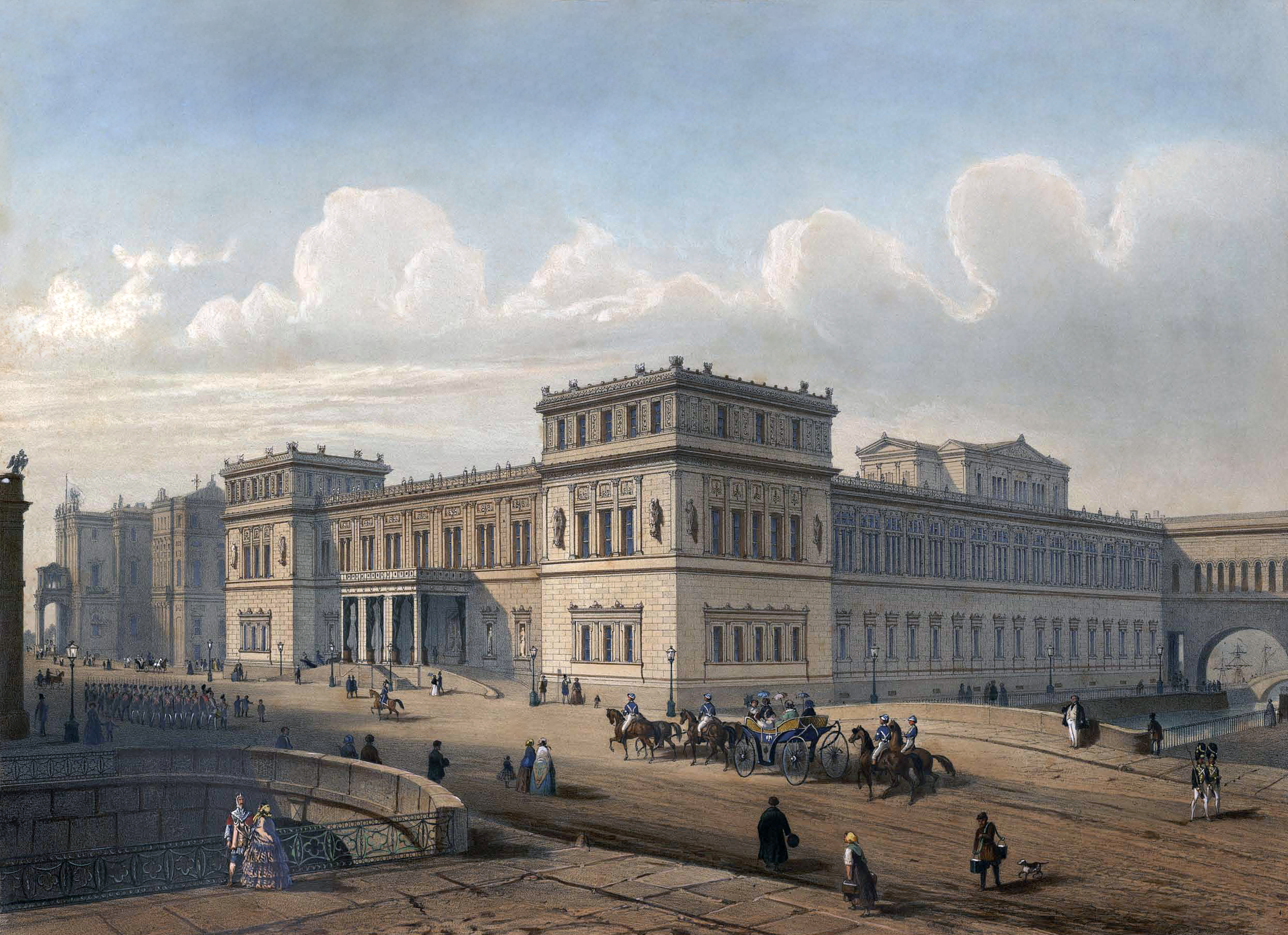
1852: Inauguração do Novo Museu do Hermitage.

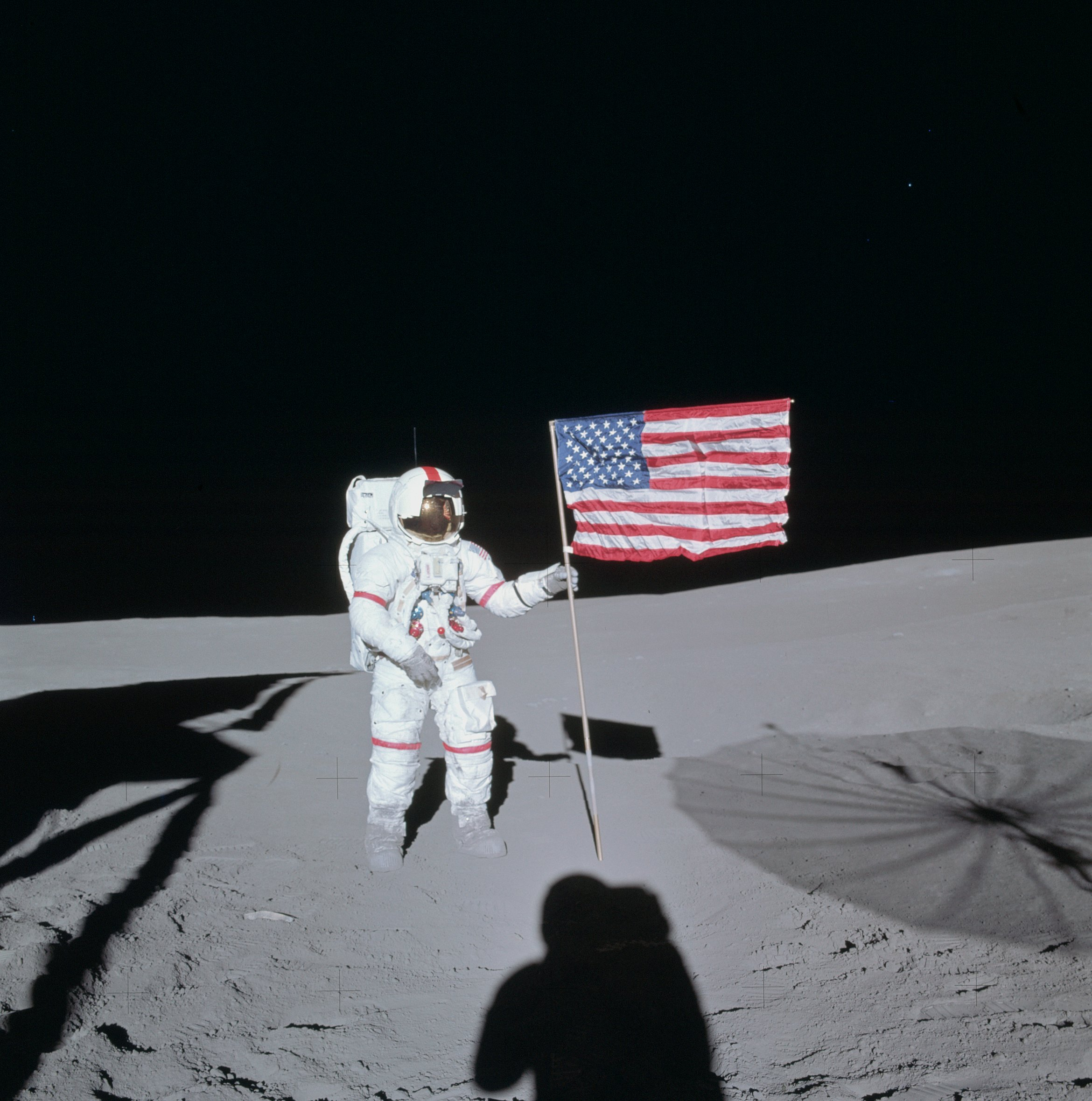
1971: Astronautas pousam na Lua na missão Apollo 14.

- 2 a.C. — O imperador Augusto recebe o título de pater patriae (pai da pátria) pelo Senado Romano.[1]
- 0062 — Sismo em Pompeia, Itália.
- 0756 — An Lushan, líder de uma revolta contra a Dinastia Tang da China, se declara imperador e cria o Estado de Yan.
- 0789 — Idris I chega a Volubilis e funda o Califado Idríssida, separando Marrocos do Califado Abássida e fundando o primeiro Estado marroquino.
- 1204 — Aleixo V Ducas substitui Aleixo IV Ângelo e Isaque II Ângelo como imperador romano oriental (Bizantino).
- 1576 — Rei Henrique III de Navarra renuncia publicamente ao catolicismo em Tours e reúne as forças protestantes nas Guerras religiosas na França.
- 1597 — Um grupo de primeiros cristãos japoneses é morto por ordem do governo de Toyotomi Hideyoshi,[2][3] por este os ver como uma ameaça para a sociedade japonesa.
- 1599 — Invasões holandesas no Brasil: os holandeses são repelidos pela primeira vez, no Rio de Janeiro.
- 1810 — Guerra Peninsular: começa o Cerco de Cádis.
- 1852 — Inauguração do Novo Museu do Hermitage em São Petersburgo, Rússia, um dos maiores e mais antigos museus do mundo.
- 1859 — Os principados da Valáquia e da Moldávia são unificados sob o governo do príncipe Alexandre João Cuza como Principados Unidos, uma região autônoma dentro do Império Otomano, que daria origem a atual Romênia.
- 1862 — Moldávia e Valáquia formalmente se unem para criar os Principados Unidos da Romênia.
- 1885 — Rei Leopoldo II da Bélgica cria o Congo como uma posse pessoal.
- 1895 — A disputa territorial entre os governos da Argentina e do Brasil - a Questão de Palmas - teve seu laudo da arbitragem inteiramente favorável ao Brasil.
- 1901 — J. P. Morgan funda a U. S. Steel, uma empresa siderúrgica de US$ 1 bilhão, tendo comprado algumas das minas de ferro de John D. Rockefeller e todo o negócio de aço de Andrew Carnegie.[4]
- 1909 — Leo Baekeland, químico belga, anuncia a criação da baquelite, o primeiro plástico sintético do mundo.
- 1917 — Adotada a atual constituição mexicana, estabelecendo uma república federal com poderes independentes entre o executivo, o legislativo e o judiciário.
- 1919 — Charlie Chaplin, Mary Pickford, Douglas Fairbanks e D. W. Griffith fundam a United Artists.
- 1924 — Observatório Real de Greenwich começa a transmitir os sinais de hora conhecidos como Greenwich Time Signal.
- 1958 — Gamal Abdel Nasser é nomeado o primeiro presidente da República Árabe Unida.
- 1963 — O acórdão do Tribunal Europeu de Justiça no processo Van Gend en Loos v. Administração Fiscal Neerlandesa estabelece o princípio do efeito direto, uma das decisões mais importantes, senão a mais importante, no desenvolvimento do direito da União Europeia.
- 1966 — O presidente do Brasil, Humberto Castelo Branco, baixa o Ato Institucional n.º 3.
- 1971 — Astronautas pousam na Lua na missão Apollo 14.
- 1985 — Ugo Vetere, então prefeito de Roma, e Chedli Klibi, prefeito de Cartago, se reúnem em Túnis para assinar um tratado simbólico de amizade que encerra oficialmente a Terceira Guerra Púnica, 2 131 anos após o início do conflito.
- 1987 — A União Soviética lança a astronave Soyuz TM-2, com dois astronautas a bordo, para colocar em órbita uma estação espacial permanente.
- 1988 — Manuel Noriega é indiciado por contrabando de drogas e lavagem de dinheiro.
- 2004 — Rebeldes da Frente para a Libertação e Reconstrução National capturam a cidade de Gonaïves, iniciando o Golpe de Estado no Haiti de 2004.
- 2019 — Papa Francisco se torna o primeiro papa na história a visitar e realizar uma missa papal na península Arábica durante sua visita a Abu Dhabi.
- 2020
  - O presidente dos Estados Unidos, Donald Trump, é absolvido pelo Senado dos Estados Unidos em seu primeiro julgamento de impeachment.[5]
  - O Boeing 737-86J operando Pegasus Airlines Flight 2193 cai após uma excursão na pista durante o pouso no 'Aeroporto Sabiha-Gökçen em Istambul, matando 3 pessoas e ferindo outras 179 entre os 183 ocupantes da aeronave.
- 2025 — O teto da Igreja e Convento de São Francisco, na capital baiana de Salvador, desaba deixando uma pessoa morta e cinco feridas.

## Nascimentos

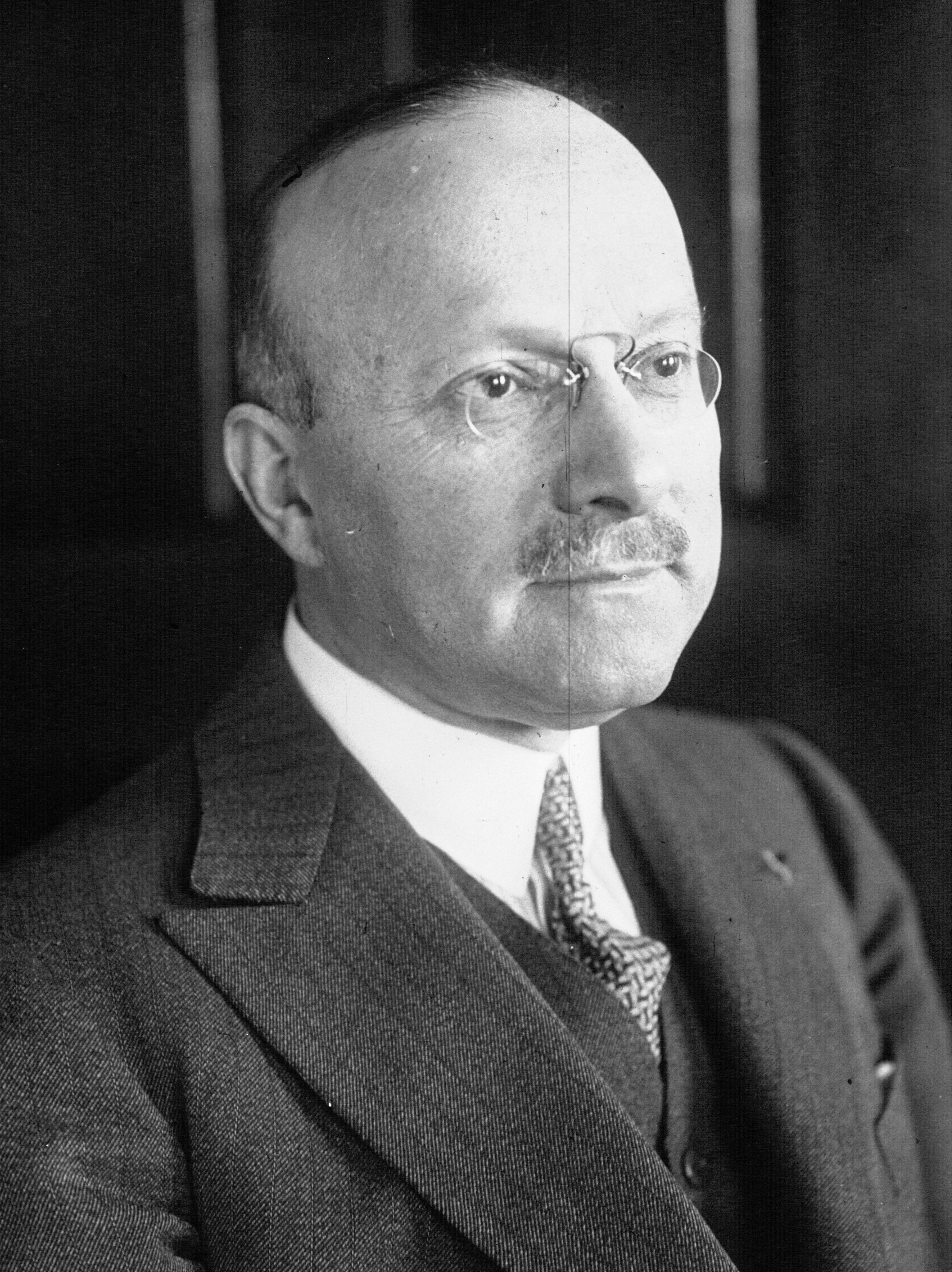
André Citroën

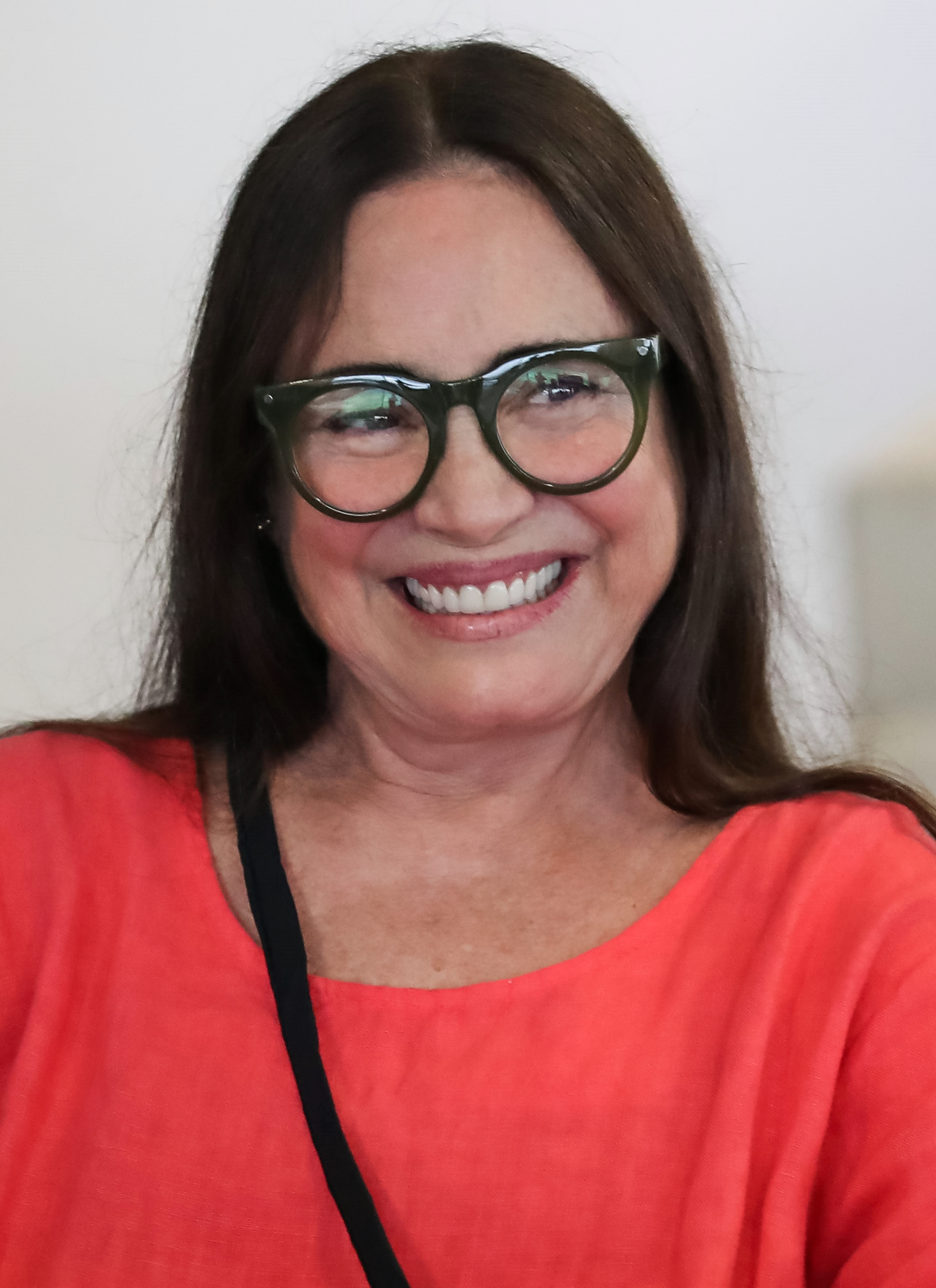
Regina Duarte

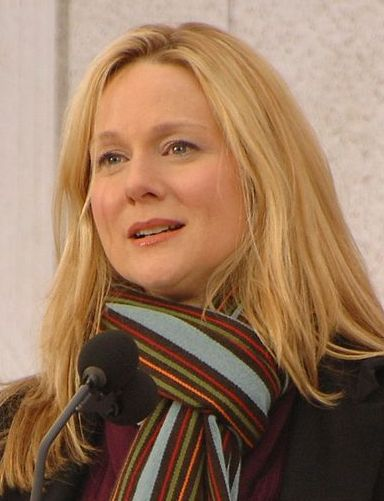
Laura Linney

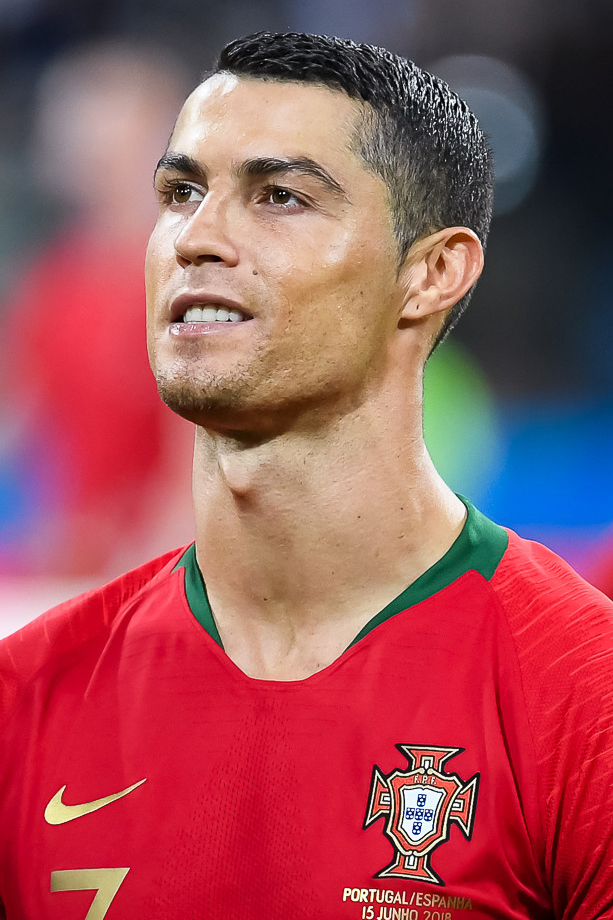
Cristiano Ronaldo

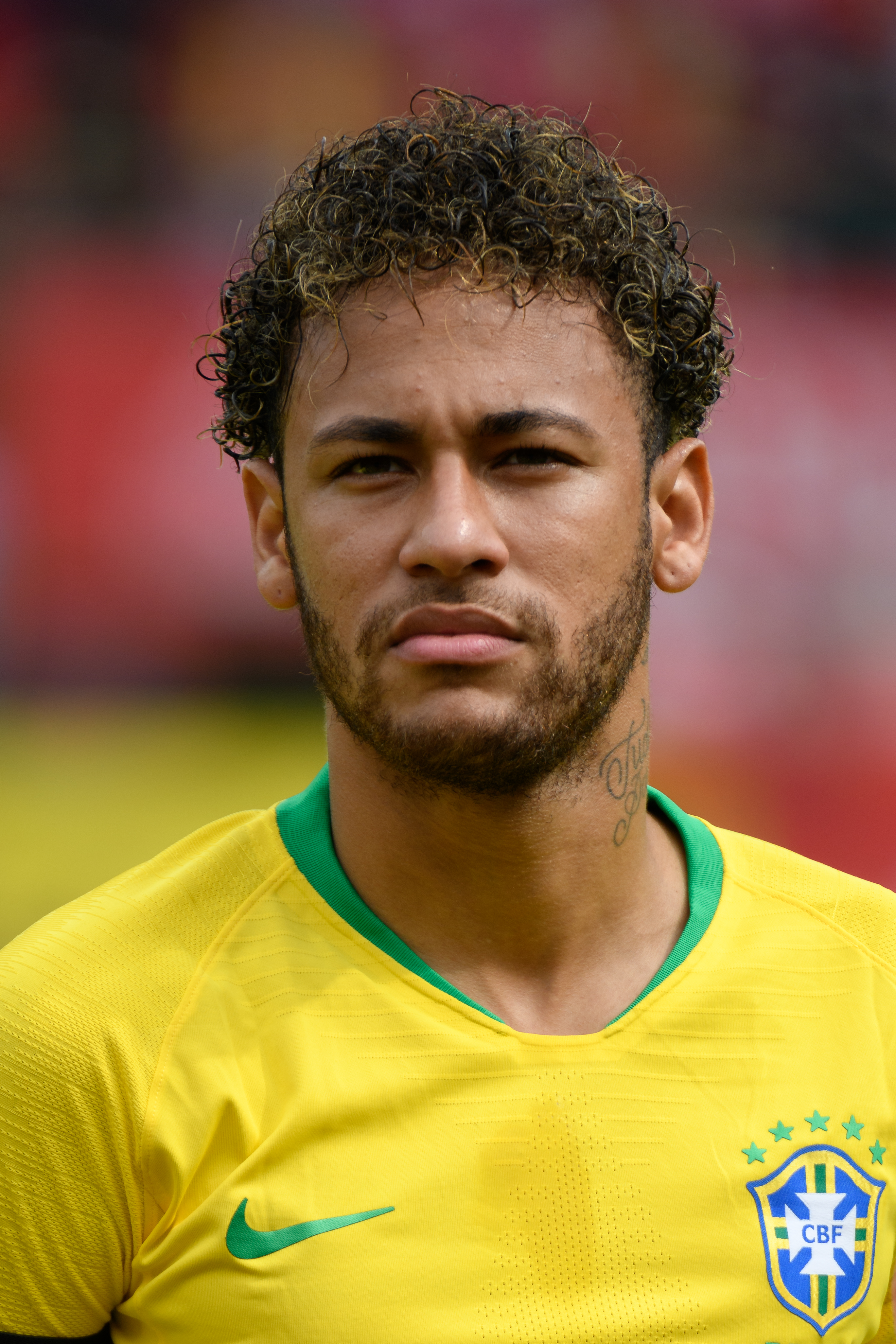
Neymar

### Anterior ao século XIX
- 0976 — Sanjo, imperador do Japão (m. 1017).
- 1321 — João II, marquês de Monferrato (m. 1372).
- 1438 — Filipe II, Duque de Saboia (m. 1497).
- 1519 — Renato de Châlon, Príncipe de Orange (m. 1544).
- 1533 — Andreas Dudithius, nobre e diplomata croata-húngaro (m. 1589).
- 1534 — Giovanni de' Bardi, militar, compositor e crítico italiano (m. 1612).
- 1626 — Maria de Rabutin-Chantal, marquesa de Sévigné, escritora francesa (m. 1696).
- 1748 — Christian Gottlob Neefe, compositor e maestro alemão (m. 1798).
- 1788 — Robert Peel, tenente e político britânico (m. 1850).

### Século XIX
- 1804 — Johan Ludvig Runeberg, poeta e escritor de hinos finlandês (m. 1877).
- 1808 — Carl Spitzweg, pintor e poeta alemão (m. 1885).
- 1814 — David Thomas Ansted, geólogo e escritor britânico (m. 1880).
- 1837 — Dwight L. Moody, evangelista e editor americano (m. 1899).
- 1840
  - John Boyd Dunlop, empresário britânico (m. 1921).
  - Hiram Maxim, engenheiro americano (m. 1916).
- 1848 — Joris-Karl Huysmans, escritor e crítico francês (m. 1907).
- 1852 — Terauchi Masatake, marechal-de-campo e político japonês (m. 1919).
- 1856 — Frank Podmore, socialista e escritor britânico (m. 1910).
- 1866
  - Domhnall Ua Buachalla, político irlandês (m. 1963).
  - Arthur Keith, antropólogo e anatomista britânico (m. 1955).
- 1878 — André Citroën, engenheiro e empresário francês (m. 1935).
- 1880 — Gabriel Voisin, aviador e engenheiro francês (m. 1973).
- 1892 — Elizabeth Ryan, tenista americana (m. 1979).
- 1900 — Adlai Stevenson II, militar, político e diplomata estadunidense (m. 1965).

### Século XX

#### 1901–1950
- 1901 — Marjorie Eaton, atriz, fotógrafa e pintora norte-americana (m. 1986).
- 1903
  - Kōtō Matsudaira, diplomata japonês (m. 1994).
  - Alfredo Vicente Scherer, cardeal brasileiro (m. 1996).
- 1906 — John Carradine, ator americano (m. 1988).
- 1907 — Pierre Pflimlin, político francês (m. 2000).
- 1908
  - Peg Entwistle, atriz anglo-americana (m. 1932).
  - Eugen Weidmann, criminoso alemão (m. 1939).
  - Antônio Silva, organista brasileiro (m. 1960).
  - Daisy e Violet Hilton, gêmeas siamesas britânicas (m. 1969)
- 1910 — Francisco Varallo, futebolista argentino (m. 2010).
- 1911 — Jussi Björling, tenor sueco (m. 1960).
- 1914
  - Alan Hodgkin, fisiologista, biofísico e acadêmico britânico (m. 1998).
  - William S. Burroughs, romancista, contista e ensaísta estadunidense (m. 1997).
- 1915
  - Maria Simma, mística e escritora católica austríaca (m. 2004).
  - Robert Hofstadter, físico e acadêmico estadunidense (m. 1990).
- 1916 — Daniel Santos, compositor e cantor porto-riquenho (m. 1992).
- 1918 — Ágio Augusto Moreira, monsenhor da igreja católica (m. 2019).
- 1919
  - Red Buttons, ator americano (m. 2006).
  - Andréas Papandréou, economista e político grego (m. 1996).
  - Tim Holt, ator estadunidense (m. 1973).
- 1921 — Ken Adam, designer de produção e diretor de arte teuto-britânico (m. 2016).
- 1924 — Duraisamy Simon Lourdusamy, cardeal indiano (m. 2014).
- 1928 — Andrew Greeley, padre, sociólogo e escritor americano (m. 2013).
- 1929
  - Hal Blaine, baterista americano (m. 2019).
  - Fred Sinowatz, político austríaco (m. 2008).
- 1930 — Josef Ludwig Holub, professor universitário tcheco (m. 1999).
- 1931 — Craveiro, cantor brasileiro.
- 1932
  - Lana Bittencourt, cantora brasileira (m. 2023).
  - Cesare Maldini, futebolista e treinador de futebol italiano (m. 2016).
- 1934 — Hank Aaron, jogador de beisebol estadunidense (m. 2021).
- 1937 — Gaston Roelants, corredor belga.
- 1940
  - H. R. Giger, pintor, escultor e cenógrafo suíço (m. 2014).
  - Luke Graham, lutador americano (m. 2006).
- 1941
  - Stephen J. Cannell, ator, produtor e roteirista americano (m. 2010).
  - David Selby, ator e dramaturgo americano.
  - Kaspar Villiger, engenheiro e político suíço.
- 1942 — Roger Staubach, jogador de futebol, locutor esportivo e empresário americano.
- 1943
  - Nolan Bushnell, engenheiro e empresário americano.
  - Michael Mann, diretor, produtor e roteirista estadunidense.
  - Craig Morton, jogador de futebol e locutor esportivo americano.
- 1944
  - Henfil, jornalista, escritor e ilustrador brasileiro (m. 1988).
  - Al Kooper, cantor, compositor e produtor americano.
  - Márcia Maria, atriz brasileira (m. 2012)
- 1946 — Charlotte Rampling, atriz britânica.
- 1947
  - Regina Duarte, atriz brasileira.
  - Mary Cleave, engenheira e astronauta americana (m. 2023).
  - Darrell Waltrip, automobilista e locutor esportivo americano.
  - Eduardo Antunes Coimbra, ex-futebolista brasileiro.
- 1948
  - Sven-Göran Eriksson, futebolista e treinador de futebol sueco (m. 2024).
  - Barbara Hershey, atriz estadunidense.
  - Errol Morris, diretor e produtor americano.
  - Tom Wilkinson, ator britânico (m. 2023).
- 1950 — Jonathan Freeman, ator e cantor americano.

#### 1951–2000
- 1953
  - John Beilein, jogador de basquete e treinador americano.
  - Gustavo Benítez, futebolista e treinador paraguaio.
- 1954 — Cliff Martinez, baterista e compositor americano.
- 1956
  - Vinnie Colaiuta, baterista americano.
  - Héctor Rebaque, automobilista mexicano.
- 1959 — Jennifer Granholm, advogada e política canadense-americana.
- 1960 — Pedro Angulo Arana, advogado peruano.
- 1961
  - Savvas Kofidis, futebolista e treinador grego.
  - Flordelis, cantora, pastora e criminosa brasileira.
- 1962 — Jennifer Jason Leigh, atriz, roteirista, produtora e diretora estadunidense.
- 1963
  - Jan Kvalheim, ex-voleibolista norueguês.
  - Pako Ayestaran, treinador de futebol espanhol.
- 1964
  - Duff McKagan, cantor, compositor, baixista e produtor estadunidense.
  - Laura Linney, atriz estadunidense.
  - Carolina Morace, futebolista e treinadora italiana.
- 1965
  - Quique Flores, futebolista e treinador espanhol.
  - Gheorghe Hagi, futebolista e treinador romeno.
- 1966
  - José María Olazábal, golfista espanhol.
  - Vivian Wu, atriz americana.
- 1967 — Chris Parnell, ator e comediante americano.
- 1968
  - Roberto Alomar, jogador de beisebol e treinador porto-riquenho-americano.
  - Marcus Grönholm, automobilista finlandês.
- 1969
  - Bobby Brown, cantor, compositor, dançarino e ator estadunidense.
  - Michael Sheen, ator e diretor britânico.
- 1970 — Astrid Kumbernuss, ex-atleta alemã.
- 1971 — Sara Evans, cantora americana.
- 1972 — Maria, rainha consorte da Dinamarca.
- 1973
  - Álvaro de Miranda Neto, cavaleiro brasileiro.
  - Neném, ex-futebolista de areia brasileiro.
  - Diego Serrano, ator equatoriano.
  - Ana Barros, ex-ciclista portuguesa.
- 1974
  - Jesper Blomqvist, futebolista sueco.
  - Titus Elva, ex-futebolista santa-lucense.
- 1975
  - Ana Lúcia Menezes, dubladora brasileira (m. 2021).
  - Giovanni van Bronckhorst, futebolista e treinador neerlandês.
- 1976 — John Aloisi, futebolista e treinador australiano.
- 1977
  - Ben Ainslie, velejador britânico.
  - Andrejs Prohorenkovs, futebolista letão.
- 1978 — Samuel Sánchez, ciclista espanhol.
- 1979
  - Steve Lekoelea, ex-futebolista sul-africano.
  - Ilaria Salvatori, esgrimista italiana.
- 1980
  - Jo Swinson, política britânica.
  - Felipe Andreoli, repórter e comediante brasileiro.
  - Paulo César, futebolista brasileiro.
  - Tiwa Savage, cantora-compositora nigeriana.
- 1981 — Mia Hansen-Løve, diretora e roteirista francesa.
- 1982 — Rodrigo Palacio, futebolista argentino.
- 1983 — Baby K, cantora, compositora, rapper e modelo italiana.
- 1984
  - Carlos Tévez, futebolista argentino.
  - Erika, DJ e cantora italiana.
- 1985 — Cristiano Ronaldo, futebolista português.
- 1986
  - Vedran Ćorluka, futebolista croata.
  - Kevin Gates, rapper, cantor e empresário americano.
  - Billy Sharp, futebolista britânico.
  - Carlos Villanueva, futebolista chileno.
  - Manu Bahtidão, cantora e compositora brasileira.
- 1987
  - Darren Criss, ator, cantor e compositor norte-americano.
  - Alex Kuznetsov, tenista ucraniano-americano.
  - Giovanni Santos, futebolista brasileiro.
- 1988 — Marine Friesen, cantora, compositora, multi-instrumentista e arranjadora brasileira.
- 1989 — Marina Melnikova, tenista russa.
- 1990
  - Dmitri Andreikin, jogador de xadrez russo.
  - Charlbi Dean, atriz sul-africana (m. 2022).
- 1991 — Nabil Bahoui, futebolista sueco.
- 1992
  - Neymar, futebolista brasileiro.
  - Stefan de Vrij, futebolista neerlandês.
- 1993 — Luke Newton, ator britânico.
- 1994 — Liván Osoria, voleibolista cubano.
- 1995 — Adnan Januzaj, futebolista belga-albanês.
- 1996
  - Stina Blackstenius, futebolista sueca.
  - Larissa Murai, atriz, apresentadora e cantora brasileira.
- 1997 — Patrick Roberts, futebolista britânico.
- 1998 — Lee Hyun-joo, atriz sul-coreana.
- 1999
  - Arthur Chatto, membro da família real britânica.
  - Mc Poze, cantor e compositor brasileiro.
- 2000 — Chiquinho, futebolista português.

### Século XXI
- 2001 — Ana Whiterose, cantora e escritora suíça.
- 2002 — Taehyun, cantor sul-coreano.
- 2006 — Hugo González, jogador de basquete espanhol.
- 2007 — Yago Noal, futebolista brasileiro.
- 2016 — Jigme Namgyel Wangchuck, príncipe butanês.

## Mortes

### Anterior ao século XIX
- 0523 — Ávito de Vienne, bispo galo-romano (n. 450).
- 0806 — Kammu, imperador do Japão (n. 736).
- 1015 — Adelaide de Vilich, abadessa e santa alemã (n. 970).
- 1037 — Alfredo Atelingo, príncipe anglo-saxão (n. 1005).
- 1570 — Gaspar da Cruz, missionário português (n. 1520).
- 1578 — Giambattista Moroni, pintor italiano (n. 1520).
- 1661 — Shunzhi, imperador chinês (n. 1638).
- 1705 — Philip Jacob Spener, teólogo e escritor alemão (n. 1635).
- 1718 — Adriaan Reland, erudito, cartógrafo e filólogo neerlandês (n. 1676).
- 1751 — Henri François d'Aguesseau, jurista e político francês (n. 1668).
- 1775 — Eusebius Amort, teólogo e acadêmico alemão (n. 1692).
- 1790 — William Cullen, médico e químico britânico (n. 1710).

### Século XIX
- 1807 — Pasquale Paoli, comandante e político corso (n. 1725).
- 1818 — Carlos XIII da Suécia (n. 1748).
- 1863 — Alexander Thomas Emeric Vidal, oficial britânico (n. 1792).
- 1881 — Thomas Carlyle, filósofo, historiador e acadêmico britânico (n. 1795).
- 1882 — António Alves Martins, religioso e político português (n. 1808).

### Século XX
- 1907 — Archibald Alison, militar britânico (n. 1826).
- 1927
  - Osório Duque-Estrada, poeta, crítico literário e teatrólogo brasileiro (n. 1870).
  - Inayat Khan, místico e educador indiano (n. 1882).
- 1931 — Athanásios Eftaxías, político grego (n. 1849).
- 1937 — Lou Andreas-Salomé, psicanalista e escritora russo-alemã (n. 1861).
- 1941 — Banjo Paterson, jornalista, escritor e poeta australiano (n. 1864).
- 1946 — George Arliss, ator e dramaturgo britânico (n. 1868).
- 1948 — Johannes Blaskowitz, general alemão (n. 1883).
- 1962 — Jacques Ibert, compositor franco-suíço (n. 1890).
- 1969 — Thelma Ritter, atriz americana (n. 1902).
- 1970 — Rudy York, jogador de beisebol, treinador e dirigente americano (n. 1913).
- 1972 — Marianne Moore, poetisa, escritora, crítica e tradutora americana (n. 1887).
- 1974 — Mestre Bimba, capoeirista brasileiro (n. 1900).
- 1977 — Oskar Klein, físico e acadêmico sueco (n. 1894).
- 1981 — Ella T. Grasso, política americana (n. 1919).
- 1983 — Margaret Oakley Dayhoff, química e acadêmica americana (n. 1925).
- 1989 — Joe Raposo, pianista e compositor americano (n. 1937).
- 1991 — Dean Jagger, ator estadunidense (n. 1903).
- 1992 — Miguel Rolando Covian, fisiologista e acadêmico argentino-brasileiro (n. 1913).
- 1993 — Joseph L. Mankiewicz, diretor, produtor e roteirista americano (n. 1909).
- 1995 — Doug McClure, ator americano (n. 1935).
- 1997 — Pamela Harriman, diplomata anglo-americana (n. 1920).
- 1999 — Wassily Leontief, economista e acadêmico russo-americano (n. 1906).
- 2000
  - Claude Autant-Lara, diretor e roteirista francês (n. 1901).
  - Ronald Robertson, patinador artístico estadunidense (n. 1937).

### Século XXI
- 2005
  - Michalina Wisłocka, ginecologista e sexologista polonesa (n. 1921).
  - Gnassingbé Eyadéma, general e político togolês (n. 1937).
- 2006 — Aldemir Martins, artista plástico brasileiro (n. 1922).
- 2007
  - Leo McCarthy, militar, advogado e político neozelandês-americano (n. 1930).
  - Masao Takemoto, ginasta japonês (n. 1919).
- 2008 — Maharishi Mahesh Yogi, guru indiano (n. 1918).
- 2009 — Adão Pretto, político brasileiro (n. 1945).
- 2010 — Galimzyan Khusainov, futebolista russo (n. 1937).
- 2011
  - Brian Jacques, escritor e apresentador de rádio britânico (n. 1939).
  - Peggy Rea, atriz e diretora de elenco americana (n. 1921).
- 2012
  - Sam Coppola, ator americano (n. 1932).
  - John Turner Sargent, editor americano (n. 1924).
- 2014 — Robert Dahl, cientista político e acadêmico americano (n. 1915).
- 2015 — Val Logsdon Fitch, físico e acadêmico americano (n. 1923).
- 2020 — Kirk Douglas, ator estadunidense (n. 1916).
- 2021 — Christopher Plummer, ator canadense (n. 1929).
- 2024 — Toby Keith, cantor e compositor estadunidense (n. 1961).

## Feriados e eventos cíclicos

### Internacional
- Aniversário da Constituição — México

### Brasil
- Dia do Dermatologista
- Dia do Datiloscopista
- Aniversário do município de Colombo, no Paraná
- Aniversário do município de Nova Lima, em Minas Gerais

### Moçambique
- Dia da Matola — aniversário da elevação à categoria de cidade, em 1972.

### Cristianismo
- Adelaide de Vilich
- Águeda de Catânia
- Anne Hutchinson
- Ávito de Vienne
- Filipe de Jesus
- Isabel Canori Mora
- Roger Williams

## Outros calendários
- No calendário romano era o dia das nonas de fevereiro.
- No calendário litúrgico tem a letra dominical A para o dia da semana.
- No calendário gregoriano a epacta do dia é xxv ou xxiv.